# Île Victoria (Pacifique)
Pour les articles homonymes, voir Victoria.
L'île Victoria est une île fantôme du Pacifique sud, proche de Penrhyn, reportée sur des cartes de 1860 à 1932. Il est possible qu'elle ait existé avant un engloutissement dans l'océan.

## Histoire
L'île Victoria nous est principalement connue à travers le témoignage de William Marsters : né vers 1862 et mort en 1946, il dirigeait l'atoll de Palmerston et descendait de William Marsters qui colonisa l'atoll à partir de 1860. Il raconte qu'au début des années 1880, il est jeune matelot sur un navire qui transporte un chef d'équipe s'appelant Levy et des paysans de l'île de Suva. Le navire les déposa sur Victoria où ils devaient planter des pousses de cocotiers en vue d'en extraire le coprah. Marsters décrit une île volcanique (pas un atoll) couverte de Puka (Meryta sinclairii (en)) avec une barrière de récif entourant un lagon étroit et un passage pour un navire. Les travailleurs devaient rester 3 à 4 mois sur place mais la firme fit faillite et ils durent rester 18 mois avant qu'on puisse venir les secourir. Pour survivre, les hommes affamés durent manger les cocotiers qu'ils avaient plantés.
L'île aurait été régulièrement visitée autour de 1900 pour récolter des noix de coco. Victoria est mentionnée dans la La Grande Encyclopédie en 1902 comme appartenant à l'archipel des Manihiki
.
En 1921, le navire de commerce Tagua du capitaine Thomson échoua à retrouver l'île et signala cette absence aux autorités maritimes américaines. De la même façon, le voyageur américain Robert Dean Frisbie chercha l'île en 1923 sur sa yawl Motuovini, mais ne trouva rien non plus.
Si l'île a bien existé, il est possible qu'elle ait disparu dans les flots, après un séisme, un glissement de terrain, ou une violente tempête. 
Il a été proposé que le récif de Beveridge soit ce qui reste de l'île Victoria mais sa localisation ne semble pas s'accorder avec les témoignages, même si Elsdon Best (en) a rapporté que « selon la tradition indigène à Rarotonga, le récif de Beveridge était autrefois une île fine, avec beaucoup de cocotiers qui poussent dessus, mais qu'il a été balayé par un ouragan féroce, qui a emporté les arbres et le sol, ne laissant rien que le rocher nu. ».

## Localisation
Les diverses propositions citées ici sont visualisables sur la carte OpenStreetMap ci-contre.
Victoria est visible sur de nombreuses cartes et atlas de la deuxième moitié du XIXe siècle au début du XXe siècle :
- Carte française de l'Océanie vers 1860 avec Victoria, approximativement : 6° 24′ S, 159° 45′ O[6]
- Carte belge de 1883 avec Victoria, approximativement : 8° 00′ S, 168° 30′ O[7]
- Carte britannique de 1899 avec Victoria, approximativement : 3° 30′ S, 160° 48′ O[8]
- Carte britannique de 1891 avec Victoria, approximativement : 3° 30′ S, 160° 30′ O[9]
- Carte américaine de 1904 avec Victoria, approximativement : 7° 30′ S, 160° 00′ O[10]
- Carte allemande de 1932 avec Victoria, approximativement : 6° 54′ S, 160° 36′ O[11]
- Édition 1932 du Philip's Handy-Volume Atlas of the World : 5° 00′ S, 164° 00′ O[4].

Galerie de cartes contenant une mention de Victoria :

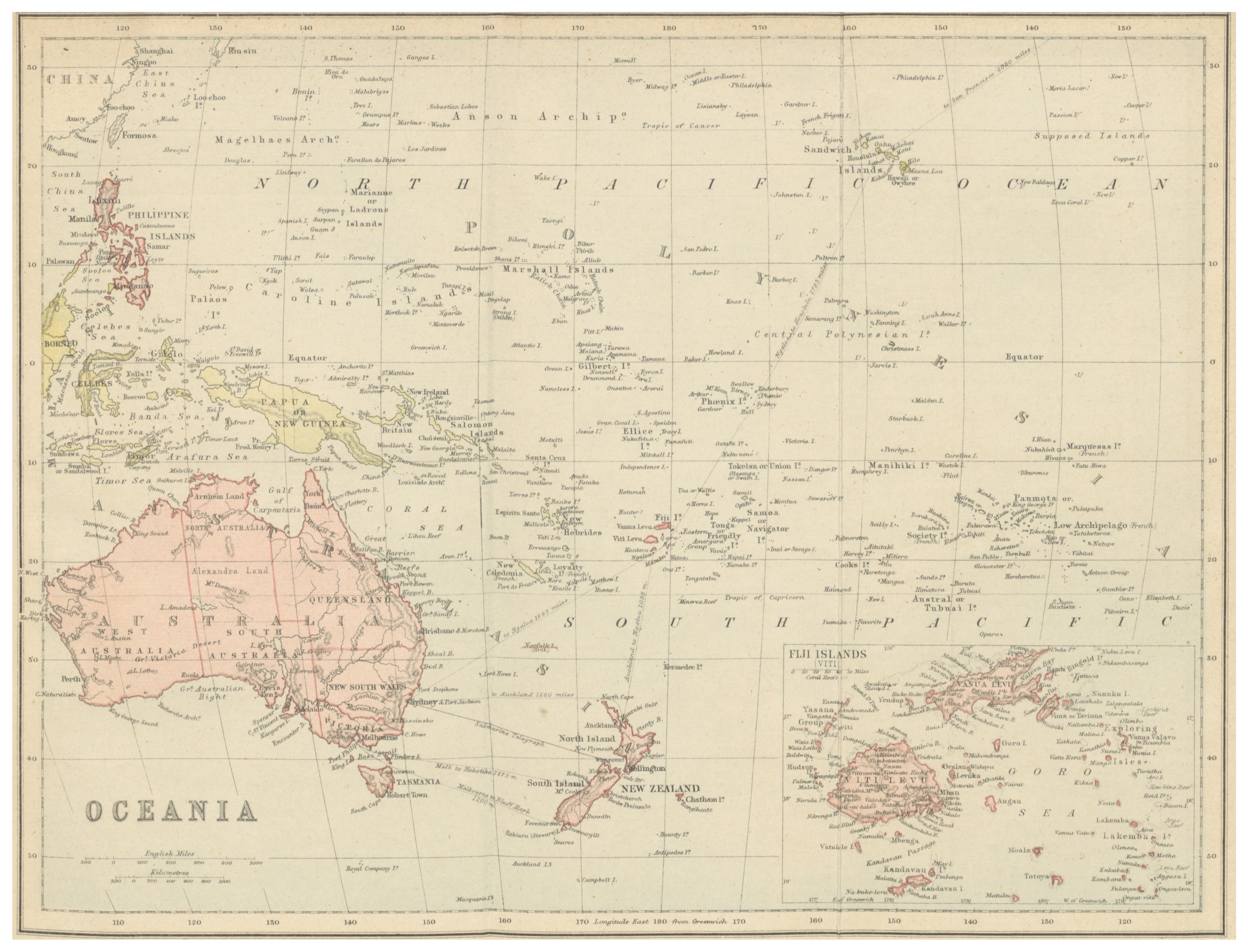
carte de 1883
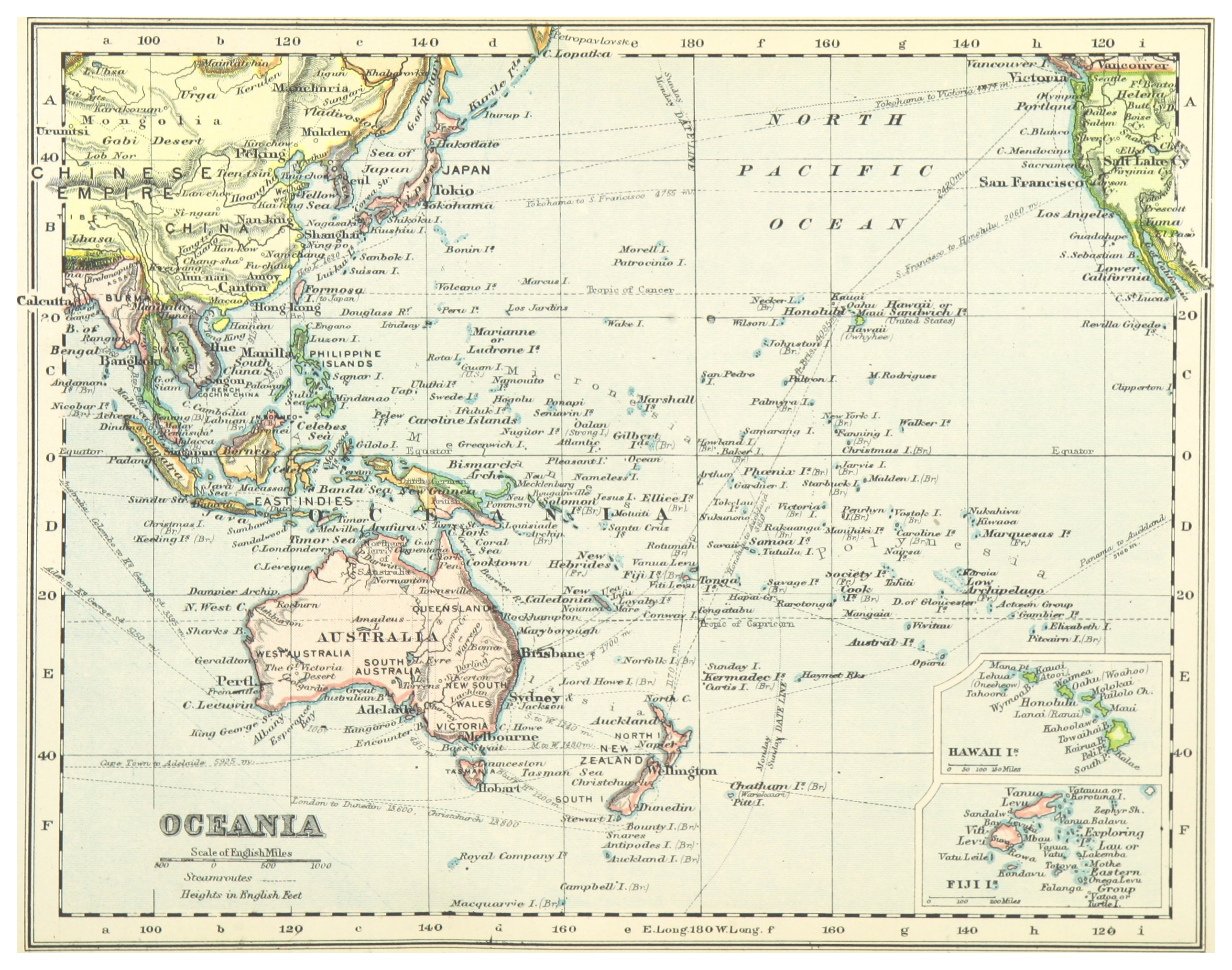
carte de 1899
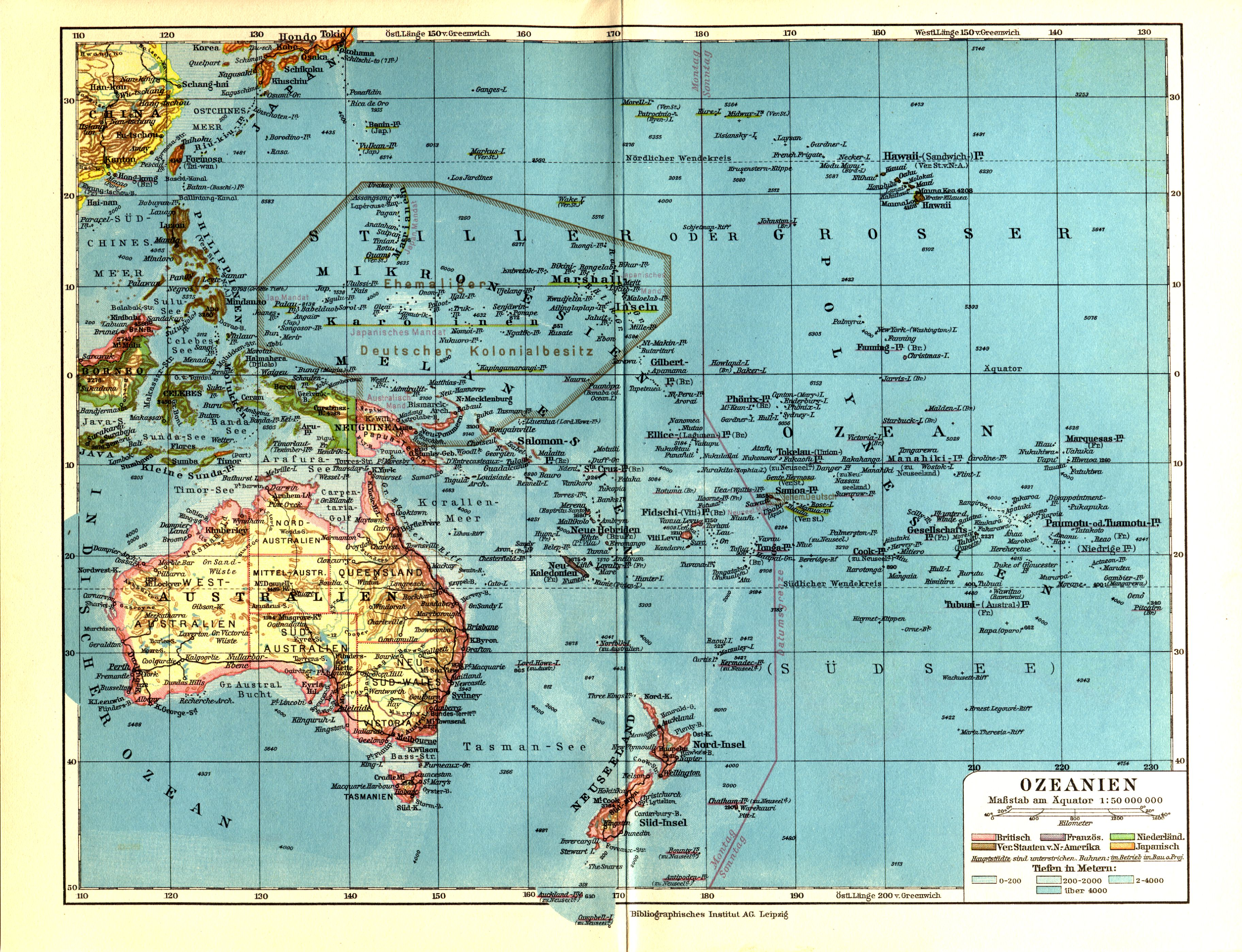
carte de 1932